# 왕접 (전한)
왕접(王接, ? ~ 기원전 43년)은 전한 후기의 관료로, 탁군 여오현(蠡吾縣) 사람이다. 선제의 모친 왕부인의 조카이다.

## 생애
초원 원년(기원전 48년), 위위에 임명되었다.
영광 원년(기원전 43년), 대사마거기장군이 되었으나 이듬해에 죽었다. 시호를 고(考)라 하였고, 평창후(平昌侯) 작위는 아들 왕림이 이었다.

## 출전
- 반고, 《한서》 권18 외척은택후표·권82 왕상사단부희전·권97 외척전

| 전임 순 | 전한의 위위 기원전 48년 ~ 기원전 43년 | 후임 운 |

| 전임 사고 | 전한의 대사마 기원전 43년 ~ 기원전 42년 | 후임 허가 |

| 전임 장안세 | 전한의 거기장군 기원전 43년 ~ 기원전 42년 | 후임 - |

| 선대 아버지 평창절후 왕무고 | 전한의 평창후 기원전 57년 ~ 기원전 42년 | 후대 아들 평창희후 왕림 |